# Hazaárulás
A hazaárulás az adott nemzet biztonsága ellen saját állampolgára(i) által elkövetett bűncselekmény.

## Története Magyarországon

### A rendszerváltás után
Az Alkotmánybíróság 1992-ben hatályon kívül helyezte az ún. Zétényi-féle törvényjavaslatra alapuló Btk-módosítást. Az Alkotmánybíróság megállapította, hogy az  1944. december 21-e  és 1990.  május 2-a  között elkövetett  és politikai  okból   nem  üldözött  súlyos  bűncselekmények üldözhetőségéről " szóló,  az Országgyűlés 1991. november 4-i ülésén elfogadott törvény alkotmányellenes. E törvény szerint ugyanis 1990. május 2-án ismét elkezdődik az 1944. december 21-e  és 1990. május 2-a között elkövetett és az elkövetéskor  hatályos  törvényekben  meghatározott  azon bűncselekmények büntethetőségének az elévülése, amelyeket az   1978.   évi   IV.   tv.   144. §    (2)    bekezdése hazaárulásként....  határoz  meg, ha  az állam politikai okból nem érvényesítette büntető igényét. Ehhez hozzátette, hogy korlátlanul    enyhíthető   az  idézett rendelkezés alkalmazásával kiszabott büntetés. Az Alkotmánybíróság szerint alkotmányellenes - többek között -,  ha a  törvény akként  vonja hatálya alá a  hazaárulás bűntettét,  hogy nem veszi figyelembe a bűncselekményi  tényállás   által   védett   jogi   tárgy többszöri változását a különböző politikai rendszerekben.

### A korábbi magyar Büntető Törvénykönyvben
- Az a magyar állampolgár, aki abból a célból, hogy a Magyar Köztársaság függetlenségét, területi épségét, vagy alkotmányos rendjét sértse, külföldi kormánnyal vagy külföldi szervezettel kapcsolatot vesz fel vagy tart fenn, bűntettet követ el, és öt évtől tizenöt évig terjedő szabadságvesztéssel büntetendő.[7]
- A büntetés tíz évtől tizenöt évig terjedő vagy életfogytig tartó szabadságvesztés, ha a hazaárulást 
  - a) súlyos hátrányt okozva
  - b) állami szolgálat vagy hivatalos megbízatás felhasználásával
  - c) háború idején
  - d) külföldi fegyveres erőnek behívásával vagy igénybevételével követik el.[8]
- Aki hazaárulásra irányuló előkészületet követ el, bűntett miatt egy évtől öt évig, háború idején két évtől nyolc évig terjedő szabadságvesztéssel büntetendő.[9]

## A hatályos magyar Büntető Törvénykönyvben
A 2012. évi C. törvény a hazaárulásról a 258. §-ban  - a korábbi szabályozással lényegében azonos módon - a következőket rendeli:
- Az a magyar állampolgár, aki Magyarország függetlenségének, területi épségének vagy alkotmányos rendjének megsértése céljából külföldi kormánnyal vagy külföldi szervezettel kapcsolatot vesz fel vagy tart fenn, bűntett miatt öt évtől tizenöt évig terjedő szabadságvesztéssel büntetendő.[10]
- A büntetés tíz évtől tizenöt évig terjedő vagy életfogytig tartó szabadságvesztés, ha a hazaárulást 
  - a) súlyos hátrányt okozva
  - b) állami szolgálat vagy hivatalos megbízatás felhasználásával
  - c) háború idején vagy
  - d) külföldi fegyveres erőnek behívásával vagy igénybevételével követik el.[11]
- Aki hazaárulásra irányuló előkészületet követ el, bűntett miatt egy évtől öt évig, háború idején két évtől nyolc évig terjedő szabadságvesztéssel büntetendő.[10]

## Jogi tárgy
A bűncselekmény jogi tárgya a Magyar Köztársaság alkotmányos rendje, függetlensége, területi épsége. Alkotmányos rend alatt értjük az alkotmányt, az alkotmányban foglalt elveket és intézményeket, valamint az azok zavartalan működéséhez fűződő érdeket.

## Elkövetési tárgy
Elkövetési tárgya kettős: egyrészt kapcsolat felvétele, másrészt kapcsolat fenntartása külföldi kormánnyal vagy szervezettel. A kapcsolat felvétele feltételezi, hogy az elkövető a fent nevezett szervvel ténylegesen érintkezésbe kerül. A cselekmény ebben az esetben akkor befejezett, ha a másik fél a közeledést elfogadja. Ez történhet bármilyen módon. Kapcsolat fenntartása esetében már a két fél közti együttműködés a lényeg. A bűncselekmény elkövetéséhez külföldi kormány vagy szervezet megléte szükségeltetik.

## Befejezettség
Akkor tekinthető a bűncselekmény befejezettnek, amint az elkövető a külföldi kormány megbízottjával vagy a külföldi szervezet képviselőjével kapcsolatba kerül. Kísérlete elképzelhető.

## Alanya
A bűncselekmény alanya tettesként csak magyar állampolgár lehet, vagy kettős állampolgár. Hontalan állampolgár egyáltalán nem követheti el. Felbujtó vagy bűnsegéd azonban bárki lehet.

## Szándékosság, gondatlanság
Fontos a célzat fennállása. Az elkövető azért kell, hogy létesítsen vagy tartson fenn kapcsolatot, hogy ezzel sértse a Magyar Köztársaság függetlenségét, alkotmányos rendjét vagy területi épségét. Ily módon csak egyenes szándékkal követhető el: az elkövetőnek tisztában kell lennie tettével, és annak eredményét kívánja. Motívuma sokféle lehet: bosszúvágy, sértettség, netalán a fennálló rendszerrel szembeni ellenérzet.

## Minősítő körülmények
- Súlyos hátrányt okozva: itt a nemzetnek okozott súlyos hátrányt kell érteni.
- Állami szolgálat vagy hivatalos megbízatás felhasználásával: ez lehet saját vagy más személy szolgálatának a felhasználása.
- Háború idején: rendkívüli állapot, valamint az alkotmányos rend megdöntésére vagy a hatalom kizárólagos megszerzésére irányuló fegyveres cselekmények, továbbá az élet- és vagyonbiztonságot tömeges méretekben veszélyeztető, fegyveresen vagy felfegyverkezve elkövetett súlyos erőszakos cselekmények miatt elrendelt szükségállapot.
- Külföldi fegyveres erő: külföldi kormány fegyveres testülete, zsoldosok stb.

## Hazaárulás jogcímén elítélt történelmi személyek

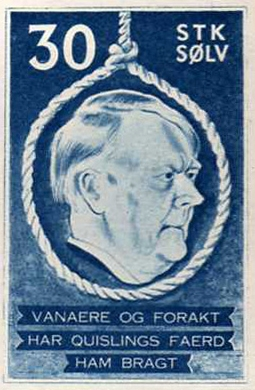
Norvég bélyeg a kollaboráns Vidkun Quisling képmásával (1941)

- Pleisztarkhosz spártai király
- I. Károly angol király
- Zichy Ödön
- Rudolf Heß
- Vidkun Quisling
- Pierre Laval
- Thorleiv Røhn
- Szoboszlay Aladár
- Tamás Dezső
- Huszár József
- Lukács István
- Fodor Mihály László
- Schütz Balázs